# 石楠塘徐氏宗祠
石楠塘徐氏宗祠位于浙江省金华市婺城区雅畈镇石楠塘村东南方向的武义江畔（原永清渡口），始建于明万历年间，并在明、清历经多次扩建、修缮、重建。宗祠坐北朝南，五开间，三进两天井，面积近1047平方米。该建筑于2011年1月列入第六批浙江省文物保护单位，2019年10月被列入第八批全国重点文物保护单位。